# Bukta
Bukta Sportswear es una compañía de Reino Unido dedicada a la fabricación de balones, zapatillas y accesorios de fútbol, rugby, baloncesto y críquet. Fue fundada en 1879.

## Historia
ER Buck & Sons fue fundada en 1879, produciendo principalmente pantalones cortos para los soldados que luchaban en la Guerra Bóer. En 1884, el equipo de fútbol Nottingham Forest fueron fotografiados usando kit producido por Bukta.
En 1885 Bukta se trasladó a una nueva fábrica en Mánchester, arrendamiento de Lord Vernon, que emplean a menos de 30 personas. Fue una de las primeras compañías en producir uniformes para el Movimiento Scout y produjo la ropa interior y el hospital y uniformes tropicales para el Ejército británico para la Primera Guerra Mundial. En 1920 Bucks compró la fábrica de la venta de la finca Vernon. En 1923 'E.R. Buck and Sons 'se convirtió en una sociedad anónima, por esta vez se emplean entre 130 y 200 personas.

### Traslado
En 1938 la fábrica de Poynton se cierra y la empresa se trasladó a una fábrica en Brinksway, Stockport. Los miembros de la familia Buck dirigió la compañía hasta 1982, cuando un consorcio liderado por Sir Hugh Fraser comprado.
Los equipos de fútbol que han vestido kits producidos por Bukta incluyen Aberdeen, Ajax, Arsenal, Bolton Wanderers, Bradford City, Bristol Rovers, Charlton Athletic, Chesterfield FC, Crystal Palace, Derby County, Dundee United, Everton, Corazones, Hibernian FC, Huddersfield Town, Leicester City, Leyton Orient, Limavady United, Manchester United,  Middlesbrough, Millwall, Motherwell, Newcastle United, Nottingham Forest, Plymouth Argyle, Port Vale, Rochdale, Scunthorpe United, Sevilla FC, Sheffield Wednesday, Stranraer, Swansea City AFC, Vitesse Arnhem, Watford, Wolves y West Ham. El Rochester Lancers de la segunda Liga de Fútbol Americano y, después, la North American Soccer League, también fueron equipados por un tiempo por Bukta.
En 2005 la marca fue relanzada Bukta, después de haber tenido millones de libras gastados en ella, después de una ausencia de más de 6 años, como una marca para las tiendas independientes de alta gama [http:// www.bukta-clothing.co.uk/aboutbukta.htm «Acerca de Bukta»]. Bukta. Texto «. Consultado el 2008-05-09» ignorado (ayuda) La mayor parte de diseño y distribución de Bukta se contrata al Grupo Cavden «Bukta». Cavden. Archivado desde el original el 20 de febrero de 2008. Consultado el 9 de mayo de 2008.